# عبد الله حشروف
الشيخ أبو طارق عبد الله محمد حسين حشروف الزواوي الجزائري

## حياته
ولد الشيخ عبد الله حشروف في العاشر أكتوبر 1932م الموافق للتاسع جمادى الثانية 1351هـ، في قرية آيت بويحيى دائرة بني دوالة بولاية تيزي وزو. بدأ بالمدرسة القرآنية بقريته وشيخها يومئذ أخوه عمر وخلفه من بعده الشيخ احمد بن محمد امزيان فيكمل حفظ القرآن وعمره ثلاث عشرة سنة. التحق بعدها بزاوية آيت بويحيى جملة من المتون في الفقه والعربية كمتن ابن عاشر ومتن الأجرمية، وألفية ابن مالك، ومتن السلم في المنطق ثم أخذ مبادئ في النحو والصرف على يد الشيخ عمرو اليجري خريج جامع الزيتونة. بعد ذلك التحق بزاوية الشيخ عبد الرحمن الأيلولي المشهورة بمنطقة زواوة وكان شيخها أحمد الورجيوي يقدم درسين في التوحيد باعتماد شرح متن ابن عاشر، وفي النحو كتاب قطر الندى وبل الصدى لابن هشام، ثم قدم الشيخ محمد الصالح الصديق وصنف الطلبة بعد امتحان شفوي إلى مستويات ووضع له برنامجا يقوم بتدريس مواد في النحو والبلاغة والأدب واللغة والمنطق والأصول.
غادر الشيخ عبد الله حشروف سنة 1950 الزاوية للتمدرس بمعهد بن باديس بقسنطينة وبعد اختبار شفوي من الشيخ أحمد حماني صنفه في السنة الثانية، ولبث فيه عامين يدرس على جملة من مشائج جمعية العلماء ومنهم الشيخ عبد القادر الياجوري والشيخ الحفناوي. ثم قرر بعدها السفر إلى تونس للالتحاق بجامع الزيتونة فقدم للإدارة دفتره المدرسي وأتم فيها السنة الرابعة ونال الشهادة الأهلية. بعد ذلك سافر إلى مصر بسماعدة أخيه أحمد والتحق بكلية دار العلوم بجامعة القاهرة بعد امتحان شفوي حتى تحصل على شهادة اليسانس في العلوم الإسلامية واللغة العربية سنة 1963.

## نشاطه
بعد استقلال الجزائر وعودة الشيخ حشروف إليها عين أستاذا للغة العربية في ثانوية عميروش بتيزي وزو ثم عين مديرا لثانوية علي ملاح بذراع الميزان، انتدبته وزارة التعليم الأصلي مفتشا عاما في العلوم الإسلامية ليعين بعدها مفتشا بوزارة التربية إلى أن بلغ سن التقاعد سنة 1993، وكان أثناء عمله في التفتيش يقوم بالتدريس في معهد اللغة والأدب العربي بجامعة مولود معمري بتيزي وزو من بداية افتتاحها، فقام بتدريس الأدب الجاهلي والعباسي والأندلسي، والقواعد النحوية والصرفية إلى أن أدرج مادتي علوم القرآن وعلم مصطلح الحديث.
عندما تأسس المجلس العلمي في وزارة الشؤون الدينية التي ترأسها الدكتور سعيد شيبان طلب منه ناظرها سعيد معدل أن يتولى رئاسته فرفض مكتفيا بالعضوية فيه وكان رئيسا للجنة الفتوى فكتب زهاء خمس وعشرين فتوى. وبالموزاة كان الشيخ حشروف يقوم بدروس في الوعظ والإرشاد في المساجد وبالخصوص بمسجد الشيخ أرزقي الشرفاوي بحصة أسبوعية بعد المغرب على حلقات في مادة علوم القرآن إلى جانب دروس أخرى وبمسجد أكان أبركان ببني دوالة حيث كان يقدم درسا كل يوم جمعة لأكثر من خمسة عشر عاما إلى أن وقعت بينه وبين بعض جهال قرية جنوة بسبب درسين قدمهما عن الشرك ومظاهره بتلك النواحي.

## آثاره
للشيخ عبد الله حشروف عديد المقالات التي نشرت في جرائد وطنية منها:
- الوجه الأصيل لمنطقة الزواوة: قدمته في ملتقى علماء زواوة المنعقد بتيزي وزو
- الحجاج وزيارة القبب
- الأولياء والقبب
- وظيفة الإمام
- بدعة الأربعين «تدشن» في المسجد المركزي
- بدعة الأربعين وتجديد الحزن
- عالمية رسالة محمد صلى الله عليه وسلم
- البربر باقون على الإسلام رغم أجراس الكنائس

كما ألف كتابا بعنوان "الإيضاح في علوم القرآن" نشر عن دار هومه وشرحا لموطأ الإمام مالك في أربع مجلدات إلى جانب فتاوى لم تنشر بعد.

## وفاته
توفي الشيخ عبد الله حشروف يوم الخميس 14 ذو الحجة 1440 هـ الموافق للـ15 أوت 2019م.